# Bộ Tư lệnh Thông tin
Bộ Tư lệnh Thông tin (fullständigt namn på vietnamesiska: Câu lạc bộ bóng chuyền Bộ Tư lệnh Thông tin, på svenska ungefär Bộ Tư lệnh Thông tins damvolleybollag) är en volleybollklubb från Hanoi, Vietnam. Klubben grundades 1970 och alla medlemmar tillhör Vietnams folkarmé. Klubben är Vietnams mest framgångsrika. Den har blivit vietnamesiska mästare 12 gånger. Internationellt har den som bäst kommit fyra i Asian Women's Club Volleyball Championship, vilket de gjorde 2011.